# Базилика в крепости «Гиссарлык»
Базилика в крепости «Гиссарлык» известна как «Епископская» и находится в северо-восточной части крепости «Гиссарлык». Она расположена на террасе, выходящей на север, с видом на город и всё окружающее поле.
Впервые раннехристианская церковь была раскопана, изучена и сфотографирована академиком Йорданом Ивановым в 1906 — 1912 гг., реставрация проведена в 2014 году.

## Археология
Можно сказать, что раскопки этого места являются первыми археологическими в истории Болгарии. В первом исследовании в начале XX века план базилики был намечен только в фундаментах, кроме южной стены, которая сохранилась до 1,50 в высоту. По замыслу Йордана Иванова базилика имеет три нефа с притвором с запада и глубокую подковообразную апсиду с синтроном с востока. Его общие внешние размеры таковы: длина — 29,5 м (без апсиды), ширина — 17 м. С юго-востока находится прямоугольное помещение, служившее, вероятно, баптистерием. На восточной стене (южнее апсиды) есть дверь с гранитным порогом, вероятно, использовавшаяся жрецами. Стены здания смешанной конструкции — использовались камни и кирпичи, а также материалы из разрушенного языческого храма (Аполлона), построенного на этом же месте до строительства церкви.
Раскопанный археологический материал состоит из: монет, отчеканенных в период с конца II до VI века и XII–XIII веков (византийские коробчатые монеты); домашняя утварь; элементы костюма — пряжка типа «Сукидава» и другие; предметы оружия.
Во время реставрации в 2014 г. на месте баптистерия в восточной оконечности южного нефа располагался фонтан для ритуального омовения с небольшим прудом (использована старинная крышка саркофага). На наличие притвора с запада намекают узкие стены. Сама базилика спроектирована как театральная сцена, на её южной стороне создано около 300 мест. Это делает его похожим на амфитеатр, где проходят представления, концерты и торжества. Отсюда открывается прекрасный вид на город Кюстендил и его живописные окрестности. Рядом с базиликой находится лапидарий где представлены каменные изваяния и артефакты — базы, капители, колонны, эпиграфические надписи с базилики, предыдущего языческого капища и крепости. 

## История
Базилика была построена в IV веке, вскоре после официального признания христианства в Римской империи (Миланским эдиктом 313 г.). Наличие синтрона в апсиде предполагает епископские заслуги храма. По всей вероятности, базилика была главным храмом и резиденцией епископа раннехристианской епархии Пауталии (IV-VI века). Во второй половине IV века крупный административный и экономический центр Пауталия уже был центром епископата. В это время в нем стали строиться огромные раннехристианские храмы, некоторые из них на более ранних языческих капищах. О существовании активной духовной жизни с эпохи раннего христианства (IV-VI века) свидетельствуют зарегистрированные в районе сегодняшнего города семь трехнефных базилик: две у северных ворот, надстроенные над каждой разное; две другие базилики за крепостной стеной (тоже построенные друг над другом); базилика к северу от форума; другой — среди древнего некрополя и базилика в крепости «Гиссарлык».
Она была неизбежно разрушена или, по крайней мере, сильно повреждена во время варварских нашествий конца VI — начала VII века. Впоследствии, после принятия христианства в Болгарском государстве (IX век), базилика была перестроена и, вероятно, стала главным храмом в епископский центр Вельбужд, который наследует епархию старой Пауталийской епархии. Насколько важным был средневековый Вельбужд, видно из письма папы Иннокентия III к вельбужскому митрополиту Анастасию. Два других болгарских примата того времени находятся в Велико-Тырново и Великом Преславе.  Последним правителем средневекового Вельбужд был Константин Драгаш, внуком которого был последний византийский император Константин XI Драгаш, а праправнуком — русский царь Иван Грозный. Епископская церковь была разрушена османскими завоевателями вместе с разрушением крепости в 1427 — 1428 годах от бейлербея Румелии. 
В османские времена местные жители почитали на этом месте чин «Святых сорока мучеников», а сегодня древняя традиция перенесена с 1966 года на городской праздник «Кюстендилская весна».

## Галерея

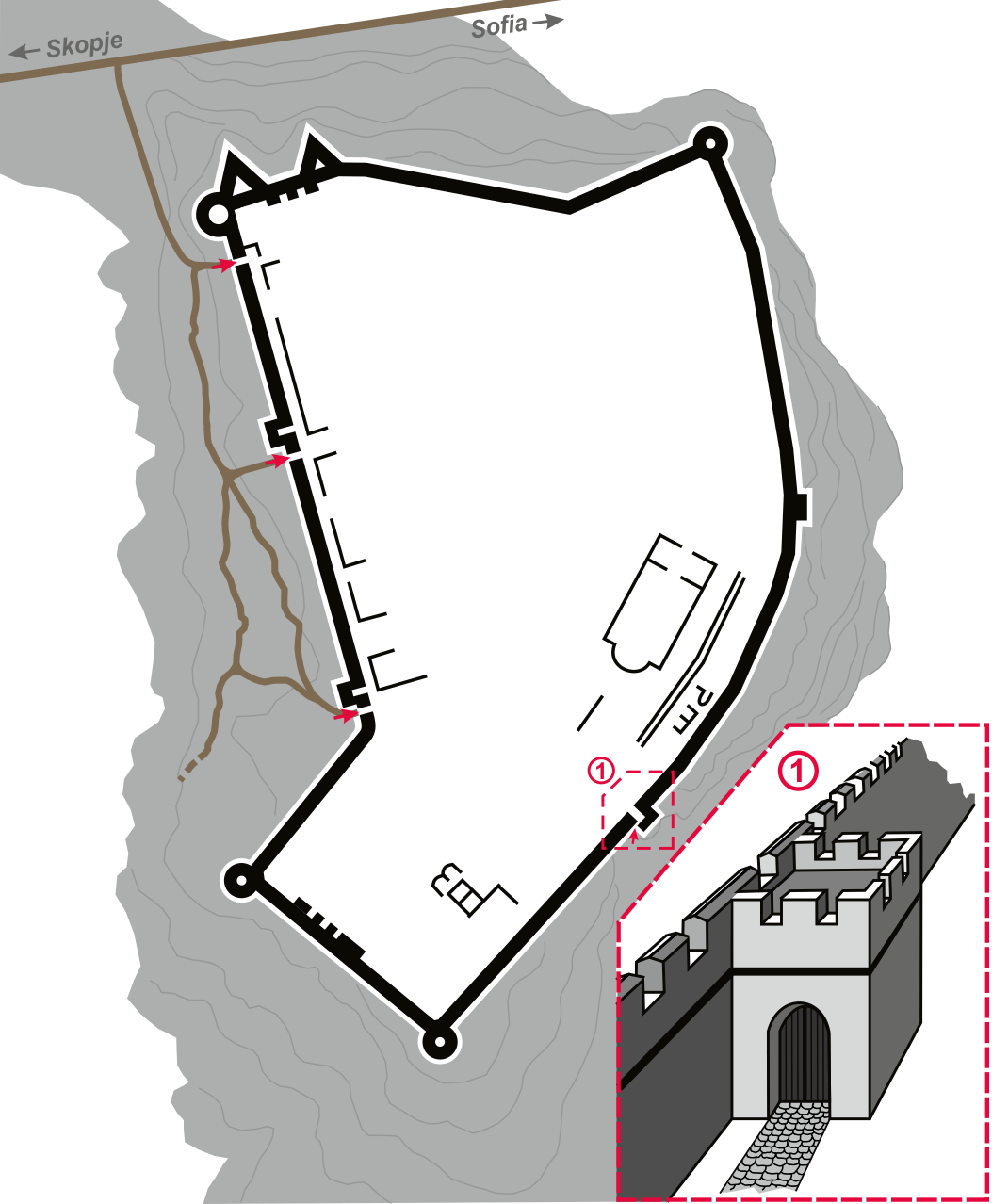
на плане крепости изображены основания базилики
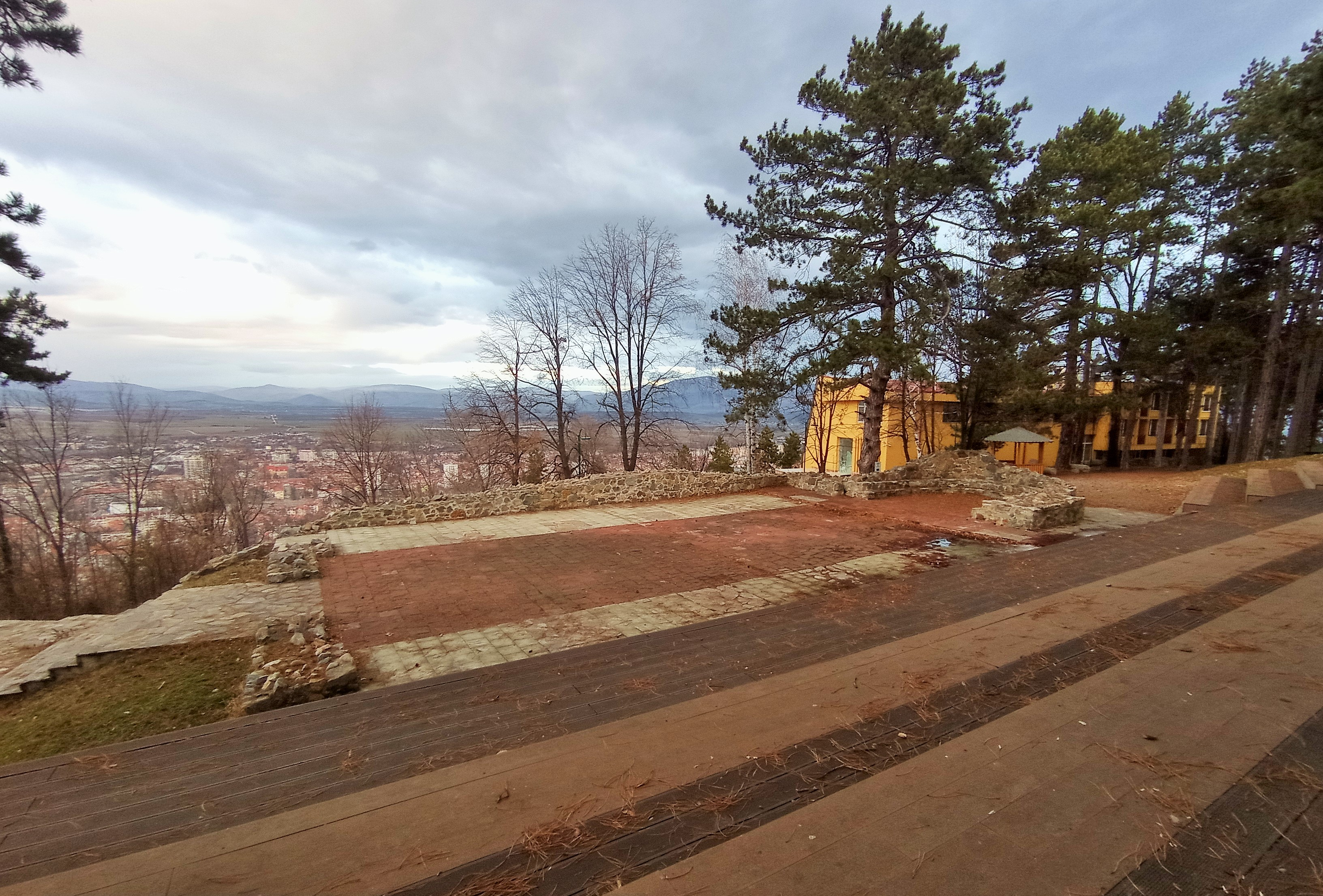
вид из базилики на Земенское ущелье реки Струма
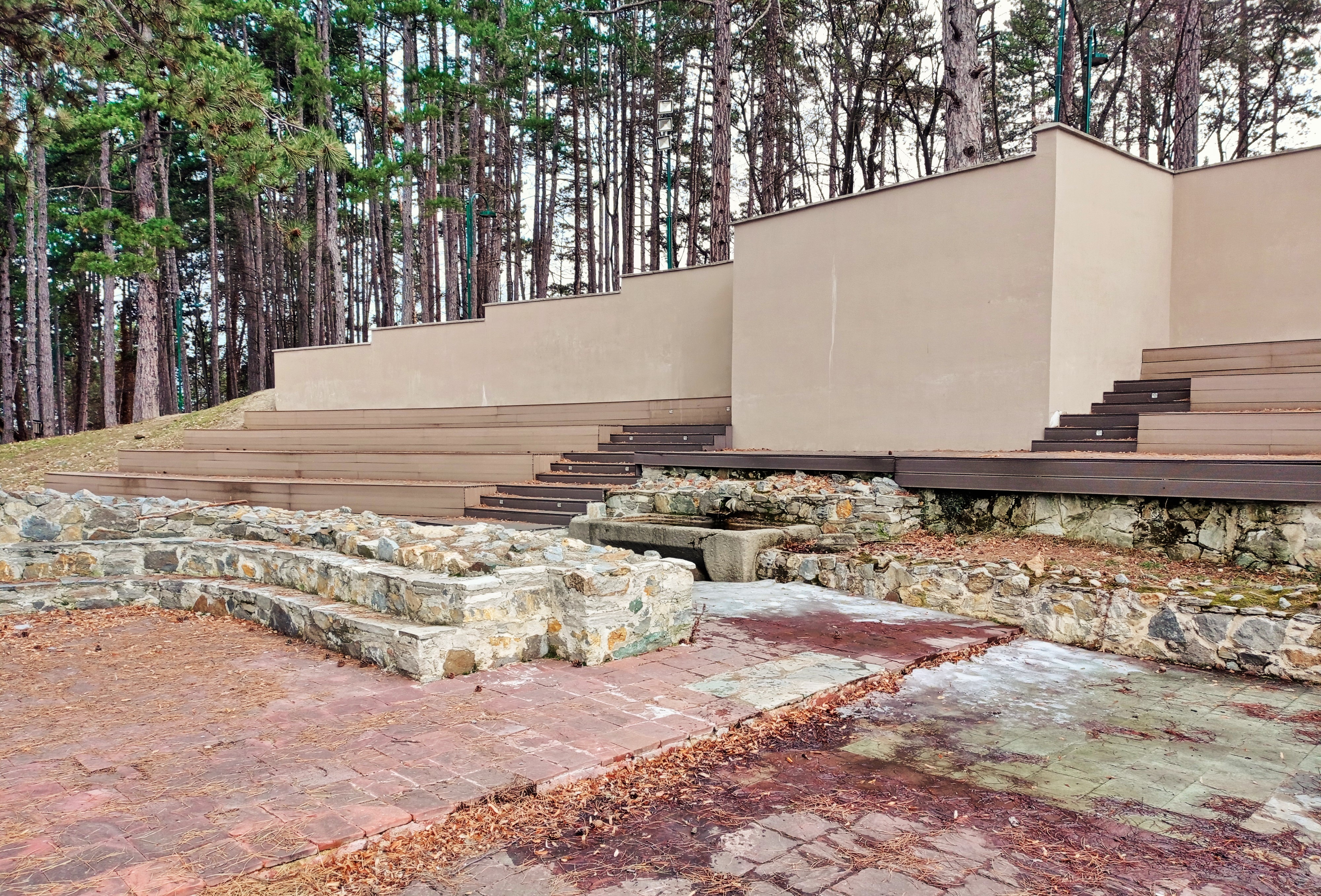
места для зрителей на современной сцене базилики
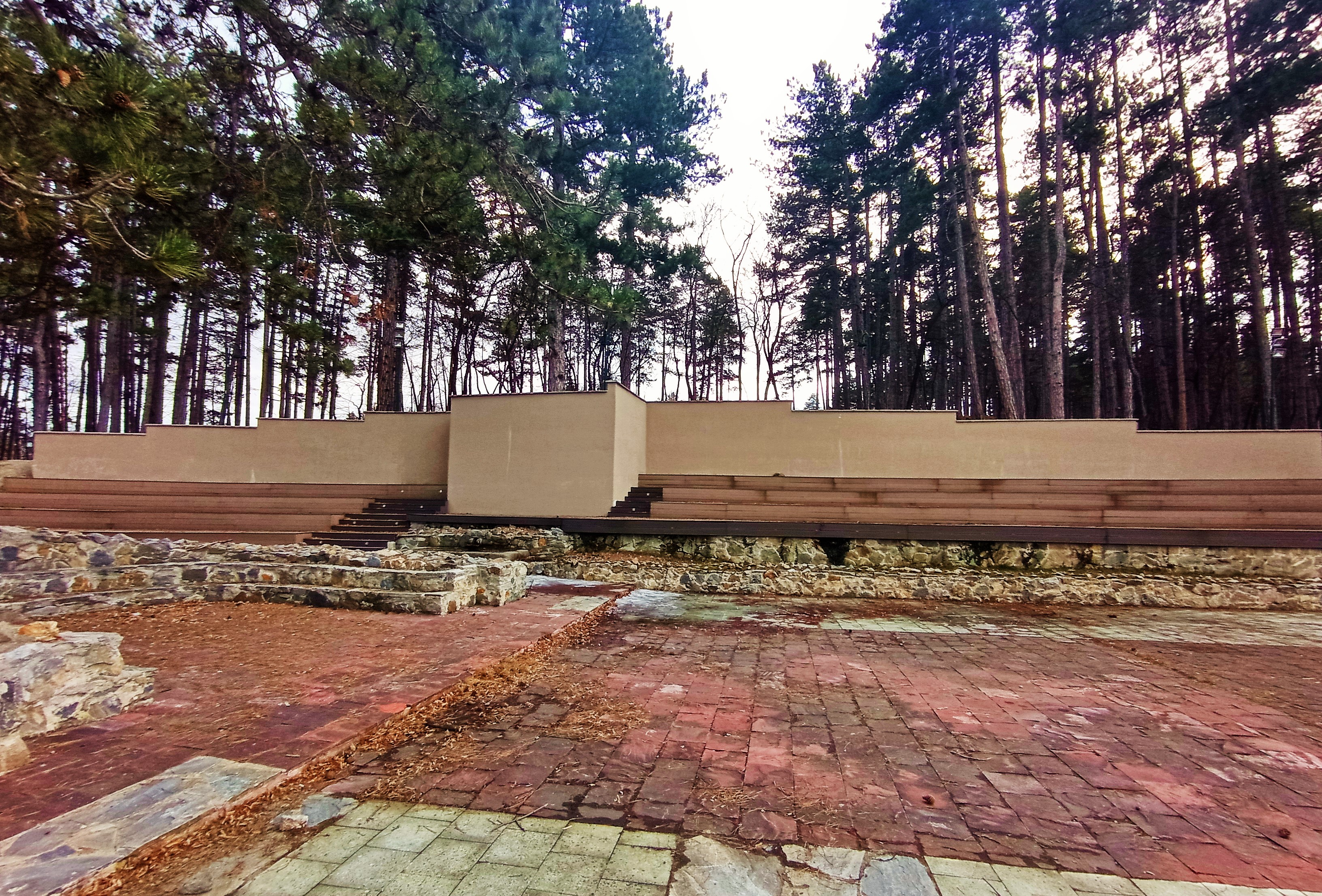
вид на юг внутрь крепости
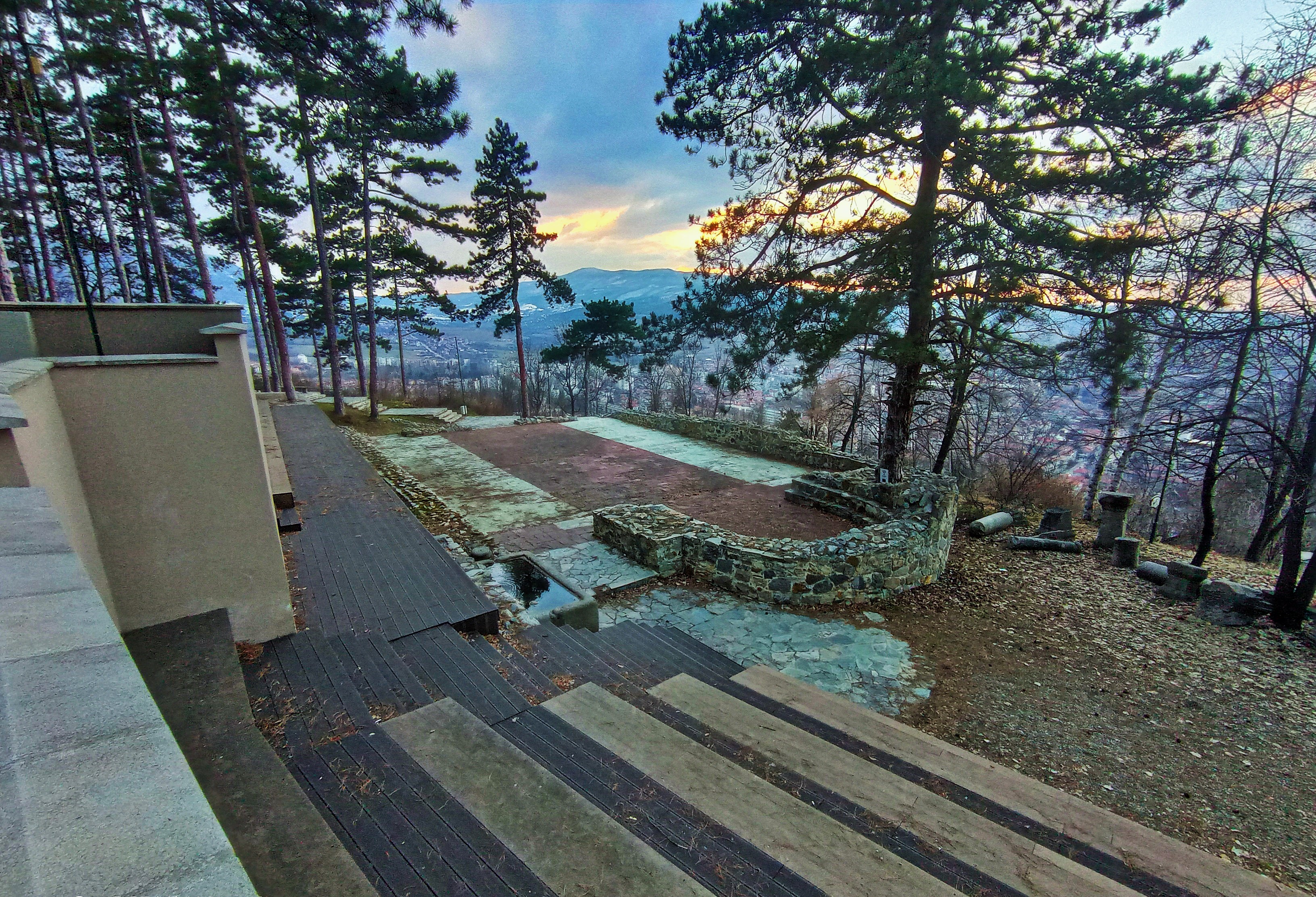
вид с базилики на перевал Вельбужд
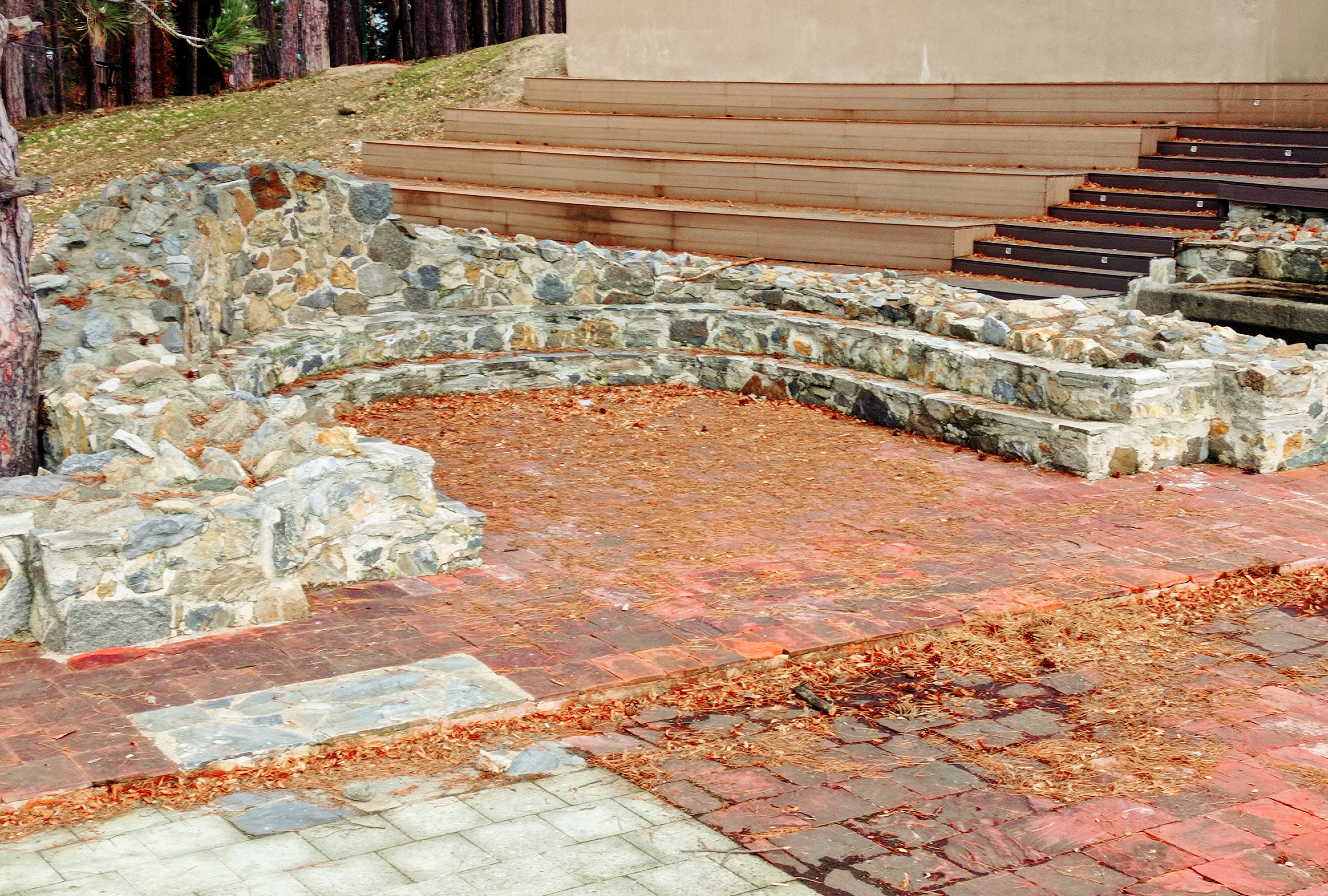
алтарь базилики
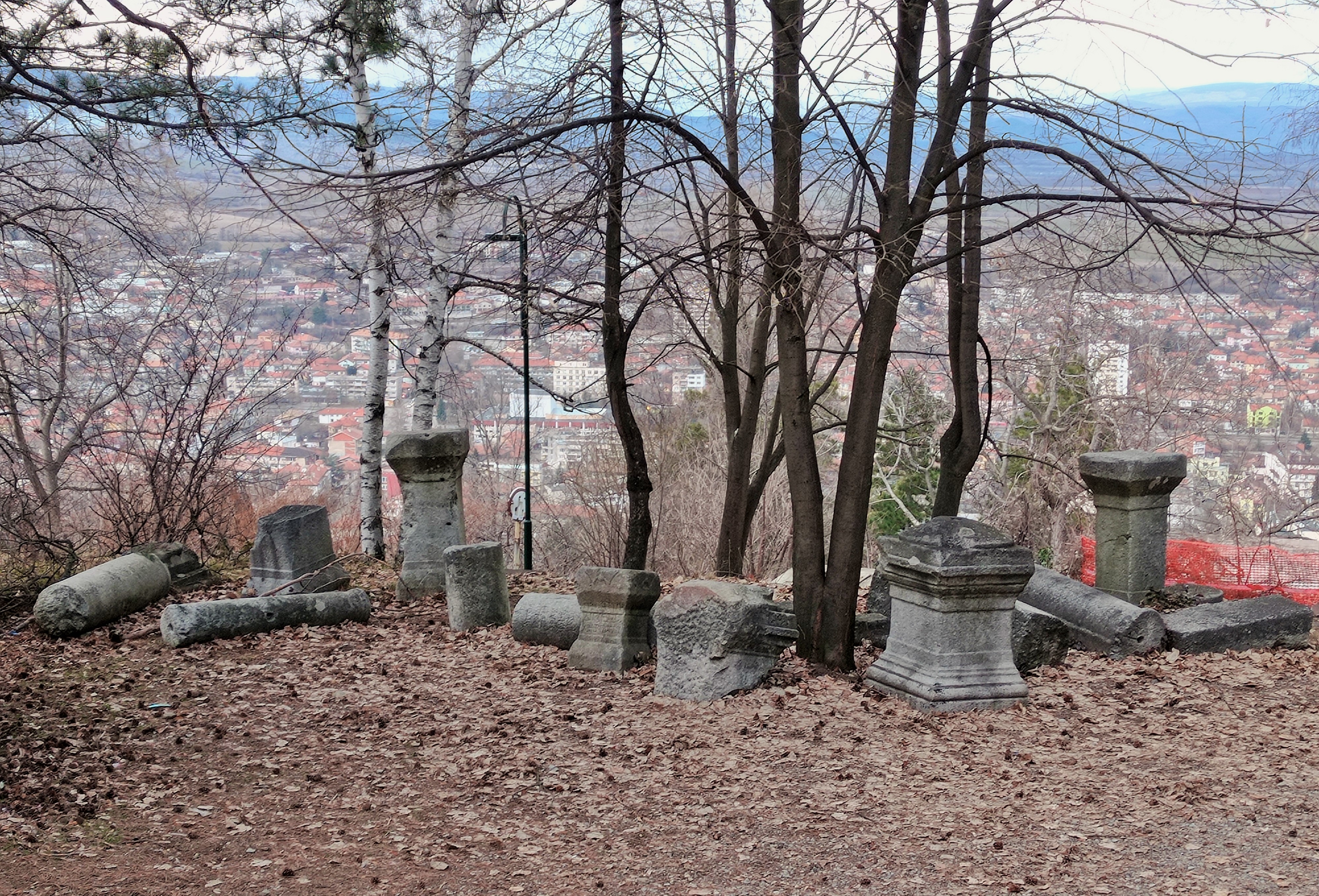
Лапидарий с Кюстендилом под ним